# Форкс (Вашингтон)
Форкс (англ. Forks) — місто (англ. city) в США, в окрузі Клеллам штату Вашингтон. Населення — 3335 осіб (2020).

## Географія
Форкс розташований за координатами 47°57′13″ пн. ш. 124°23′17″ зх. д. / 47.95361° пн. ш. 124.38806° зх. д. (47.953749, -124.388112).  За даними Бюро перепису населення США в 2010 році місто мало площу 9,45 км², уся площа — суходіл. В 2017 році площа становила 10,67 км², уся площа — суходіл.

### Клімат
| Клімат : Форкс          | Клімат : Форкс | Клімат : Форкс | Клімат : Форкс | Клімат : Форкс | Клімат : Форкс | Клімат : Форкс | Клімат : Форкс | Клімат : Форкс | Клімат : Форкс | Клімат : Форкс | Клімат : Форкс | Клімат : Форкс | Клімат : Форкс |
| Показник                | Січ.           | Лют.           | Бер.           | Квіт.          | Трав.          | Черв.          | Лип.           | Серп.          | Вер.           | Жовт.          | Лист.          | Груд.          | Рік            |
| Абсолютний максимум, °C | 19,4           | 23,9           | 26,1           | 29,4           | 35,6           | 36,7           | 38,3           | 38,9           | 37,8           | 31,1           | 22,8           | 18,3           | 38,9           |
| Середній максимум, °C   | 7,7            | 9,7            | 11,6           | 14,5           | 17,4           | 19,6           | 22,4           | 23,0           | 20,9           | 15,1           | 9,6            | 6,8            | 14,8           |
| Середній мінімум, °C    | 1,8            | 1,4            | 2,3            | 3,5            | 6,1            | 8,6            | 10,2           | 10,4           | 8,6            | 5,9            | 3,3            | 1,1            | 5,3            |
| Абсолютний мінімум, °C  | −16,1          | −13,3          | −11,1          | −6,1           | −3,9           | −1,1           | 1,1            | 1,1            | −4,4           | −6,1           | −13,3          | −16,1          | −16,1          |
| Норма опадів, мм        | 464            | 323            | 344            | 234            | 147            | 99             | 63             | 66             | 102            | 300            | 473            | 426            | 3041           |
| Днів з опадами          | 23,3           | 19,1           | 22,5           | 19,5           | 16,8           | 14,4           | 10,1           | 8,5            | 11,0           | 18,2           | 23,4           | 22,7           | 209,5          |
| Днів зі снігом          | 1,5            | 1,2            | 0,7            | 0,1            | 0              | 0              | 0              | 0              | 0              | 0              | 0,6            | 1,1            | 5,2            |
| ----------------------- | -------------- | -------------- | -------------- | -------------- | -------------- | -------------- | -------------- | -------------- | -------------- | -------------- | -------------- | -------------- | -------------- |
| Джерело: NOAA, WRCC     |                |                |                |                |                |                |                |                |                |                |                |                |                |

## Демографія
Згідно з переписом 2010 року, у місті мешкали 3532 особи в 1264 домогосподарствах у складі 849 родин. Густота населення становила 374 особи/км².  Було 1374 помешкання (145/км²).
Расовий склад населення:
| - 67,7 % — білих - 6,6 % — корінних американців - 1,2 % — азіатів - 0,5 % — чорних або афроамериканців - 0,1 % — вихідців з тихоокеанських островів - 18,1 % — осіб інших рас |

До двох чи більше рас належало 5,9 %. Частка іспаномовних становила 25,9 % від усіх жителів.
За віковим діапазоном населення розподілялося таким чином: 29,2 % — особи молодші 18 років, 61,1 % — особи у віці 18—64 років, 9,7 % — особи у віці 65 років та старші. Медіана віку мешканця становила 31,3 року. На 100 осіб жіночої статі у місті припадало 106,2 чоловіків;  на 100 жінок у віці від 18 років та старших — 100,1 чоловіків також старших 18 років.
Середній дохід на одне домашнє господарство  становив 40 807 доларів США (медіана — 34 269), а середній дохід на одну сім'ю — 50 976 доларів (медіана — 45 771). Медіана доходів становила 33 028 доларів для чоловіків та 34 643 долари для жінок. За межею бідності перебувало 21,6 % осіб, у тому числі 32,8 % дітей у віці до 18 років та 21,7 % осіб у віці 65 років та старших.
Цивільне працевлаштоване населення становило 1588 осіб. Основні галузі зайнятості: публічна адміністрація — 21,0 %, освіта, охорона здоров'я та соціальна допомога — 19,0 %, виробництво — 13,9 %, будівництво — 10,6 %.

## Цікавий факт
- Події «Сутінкової саги» Стефані Маєр відбуваються саме тут.